# Độc tính kim loại
Độc tính kim loại hoặc ngộ độc kim loại là tác dụng độc tính của một số kim loại ở một số dạng và liều lượng nhất định đối với sự sống. Một số kim loại độc hại khi chúng tạo thành các hợp chất hòa tan độc hại. Một số kim loại không có vai trò sinh học, tức là không phải là khoáng chất thiết yếu, hoặc độc hại khi ở dạng nhất định. Trong trường hợp chì, bất kỳ lượng có thể đo lường nào cũng có thể có ảnh hưởng tiêu cực đến sức khỏe. Thông thường kim loại nặng được coi là đồng nghĩa, nhưng kim loại nhẹ hơn cũng có thể độc hại trong một số trường hợp nhất định, chẳng hạn như beryli và lithium. Không phải tất cả các kim loại nặng đều đặc biệt độc hại, và một số là rất cần thiết, chẳng hạn như sắt. Định nghĩa cũng có thể bao gồm các nguyên tố vi lượng khi ở liều cao bất thường có thể gây độc. Một lựa chọn để điều trị ngộ độc kim loại có thể là liệu pháp thải phức chất, đây là một kỹ thuật liên quan đến việc sử dụng các tác nhân thải phức chất để loại bỏ kim loại khỏi cơ thể.
Kim loại độc hại đôi khi bắt chước hoạt động của một yếu tố thiết yếu trong cơ thể, can thiệp vào quá trình trao đổi chất dẫn đến bệnh tật. Nhiều kim loại, đặc biệt là kim loại nặng là độc hại, nhưng một số kim loại nặng là thiết yếu, và một số, như bismuth, có độc tính thấp. Thông thường định nghĩa về kim loại độc hại bao gồm ít nhất cadmi, mangan, chì, thủy ngân và các kim loại phóng xạ. Các á kim (asen, poloni) có thể được bao gồm trong định nghĩa. Kim loại phóng xạ có cả độc tính phóng xạ và độc tính hóa học. Kim loại ở trạng thái oxy hóa bất thường đối với cơ thể cũng có thể trở nên độc hại: crom (III) là một nguyên tố vi lượng thiết yếu, nhưng crom (VI) là chất gây ung thư.
Độc tính là một hàm số của độ hòa tan. Các hợp chất không hòa tan cũng như các dạng kim loại thường có độc tính không đáng kể. Độc tính của bất kỳ kim loại nào cũng phụ thuộc vào phối tử của nó. Trong một số trường hợp, các dạng kim loại hữu cơ, chẳng hạn như methyl thủy ngân và tetraethyl chì, có thể cực kỳ độc hại. Trong các trường hợp khác, các dẫn xuất kim loại hữu cơ lại ít độc hơn như cation cobaltocenium.